# Ben Barrington
Ben Barrington es un actor neozelandés, más conocido por haber interpretado a Olaf Johnson en la serie The Almighty Johnsons.

## Biografía
Es hijo de Chris y Maree Barrington, y tiene una hermana menor, Kate Barrington.
Desde 2013 sale con la maquilladora Kristie Fergus, con quien tuvo una hija, Harley Morgan Barrington (2016). Kristie es madre de Olly, de una relación previa.

## Carrera
En 2002 se unió al elenco de la serie The Strip, donde dio vida a Lenny hasta 2003. Ese mismo año obtuvo un pequeño papel en la exitosa película The Lord of the Rings: The Two Towers, donde dio vida a uno de los soldados de Gondor. En 2004 interpretó a William en la serie The Insiders Guide to Happiness, papel que volvió a interpretar al año siguiente en The Insiders Guide to Love. En 2005 obtuvo un pequeño papel en la popular película The Chronicles of Narnia: The Lion, the Witch and the Wardrobe, donde dio vida a uno de los centauros. En 2006 apareció como invitado en varios episodios de la segunda temporada de la serie Outrageous Fortune, donde interpretó a Tyson hasta 2007.
En febrero de 2011, se unió al elenco principal de la serie The Almighty Johnsons, donde interpretó a Olaf Johnson, un oráculo, y la encarnación humana de Baldr, el dios de la vida y el renacimiento, hasta el final de la serie en septiembre de 2013. En 2013 se unió al elenco de la miniserie Top of the Lake, donde dio vida a Terry. En 2014 se unió al elenco principal de la cuarta temporada de la popular serie australiana Offspring, donde interpretó a Thomas Buchdahl. El 28 de julio de 2015, se unió al elenco principal de la serie Shortland Street, donde interpreta al doctor Drew McCaskill hasta ahora.

## Filmografía[8]

### Series de televisión
| Año             | Título                          | Personaje          | Notas                           |
| --------------- | ------------------------------- | ------------------ | ------------------------------- |
| 2015 - presente | Shortland Street                | Dr. Drew McCaskill | 34 episodios                    |
| 2015            | Auckward Love                   | Bryan              | episodio "Good Job" - miniserie |
| 2015            | The Brokenwood Mysteries        | Steve              | episodio "Leather and Lace"     |
| 2014            | Offspring                       | Thomas Buchdahl    | 11 episodios                    |
| 2013            | Top of the Lake                 | Terry              | 4 episodios - miniserie         |
| 2011 - 2013     | The Almighty Johnsons           | Olaf Johnson       | 26 episodios                    |
| 2013            | Auckland Daze                   | Ben                | -                               |
| 2006 - 2007     | Outrageous Fortune              | Tyson              | 8 episodios                     |
| 2005            | Interrogation                   | Pete Morgan        | episodio "Where There's Smoke"  |
| 2005            | The Insiders Guide to Love      | William            | 2 episodios                     |
| 2004            | The Insiders Guide to Happiness | William            | 13 episodios                    |
| 2004            | Mataku                          | Oficial de Policía | -                               |
| 2002 - 2003     | The Strip                       | Lenny              | 10 episodios                    |
| 2002 - 2003     | Revelations                     | Mathius            | 5 episodios                     |

### Películas
| Año  | Título                                                         | Personaje         | Notas                                                                            |
| ---- | -------------------------------------------------------------- | ----------------- | -------------------------------------------------------------------------------- |
| 2009 | 4 Weeks                                                        | Luigi             | corto - junto a Zein Ja'far, Judith Cubas Jones, Antonina Lewis y Brian Lonsdale |
| 2009 | Eruption                                                       | Vince             | junto a Andrew Beattie, Byron Coll, Joyce Forsyth y Isabella Galluzzo            |
| 2005 | The Chronicles of Narnia: The Lion, the Witch and the Wardrobe | Centauro          | junto a Georgie Henley, Skandar Keynes, William Moseley y Anna Popplewell        |
| 2004 | Flights of Destiny                                             | Doctor Max        | corto                                                                            |
| 2003 | Vernon                                                         | Vernon            | -                                                                                |
| 2003 | The Lord of the Rings: The Return of the King                  | Ranger            | junto a Viggo Mortensen, Ian McKellen, Sean Astin y John Rhys-Davies             |
| 2002 | The Lord of the Rings: The Two Towers                          | Soldado de Gondor | junto a Viggo Mortensen, Ian McKellen, Sean Astin y John Rhys-Davies             |
| 2002 | Woodwork                                                       | -                 | corto                                                                            |

### Teatro
| Año  | Título                                     | Personaje | Director         | Teatro           | Notas |
| ---- | ------------------------------------------ | --------- | ---------------- | ---------------- | ----- |
| 2005 | The Return                                 | Steve     | Heath Jones      | Maidment Theatre | -     |
| 2003 | Gunsmoke                                   | Paul      | Ray Henwood      | Circa Theatre    | -     |
| 2002 | East                                       | Les       | Ralph McAllister | Circa Theatre    | -     |
| 2002 | Road                                       | Skin-Lad  | Larry Rew        | -                | -     |
| 2001 | The Cook, The Thief, His Wife and Her Love | Geoff     | Jude Gibson      | -                | -     |
| 1999 | Table Manners                              | Tom       | Bill Guest       | -                | -     |

## Premios y nominaciones
| Año  | Categoría               | Premio                           | Serie/Teatro                    | Resultado |
| ---- | ----------------------- | -------------------------------- | ------------------------------- | --------- |
| 2005 | Best Actor              | Qantas Film and Television Award | The Insiders Guide to Happiness | Nominado  |
| 2005 | Best Actor              | New Zealand Screen Award         | The Insiders Guide to Happiness | Nominado  |
| 2002 | Most Promising Newcomer | Chapman Tripp Theatre Award      | East                            | Ganador   |